# 原田拓実
原田 拓実（はらだ たくみ、1991年6月2日 - ）は、大阪府岸和田市出身の元社会人野球選手（内野手）。身長185cm、体重82kg。右投左打。現在はパーソナルトレーニングジム「eviGym岸和田店」のオーナーとして活動している。

## 経歴
1999年、岸和田市立城東小学校2年時より岸和田イーグレッツで野球を始め、同地区の全国優勝常連チーム長曽根ストロングにいた元楽天イーグルス石橋良太と競い合った。岸和田イーグレッツの3学年上にはMLBデトロイト・タイガースの前田健太がいた。
2004年、中学時代は忠岡ボーイズに所属し、硬式野球を本格的に始める。2005年に第1回タイガースカップに出場し、全国レベルの経験を積んだ。
2007年、高校は奈良県の天理高等学校に進学し、1年秋からベンチ入り。2008年には第80回選抜高等学校野球大会に出場しベスト8に進出した。2009年には第39回明治神宮野球大会で準優勝を果たし、その後、第81回選抜高等学校野球大会および第91回全国高等学校野球選手権大会に出場した。同級生には現東京ヤクルトスワローズコーチの西浦直亨がいる。
2010年、立正大学へ進学し、1年春から出場機会を得たがチームは2部に降格した。その後、7季にわたり2部でプレーし、大学通算92安打を記録した。
2014年、大学卒業後、日本生命に入社し野球部に入部。1年目からレギュラーを獲得し、2015年には3番・サードとして都市対抗野球および日本選手権で夏秋連覇を達成した。その後、都市対抗野球準優勝1回、日本選手権大会準優勝2回、ベスト4進出2回を果たし、社会人ベストナインをサードとセカンドで2度獲得した。
2022年、全国大会である社会人野球日本選手権では2番セカンドでスタメン出場した。また、2023年の都市対抗野球2次予選近畿大会では5番ファーストでスタメン出場し、4打数3安打1打点の成績を残した。

## 日本代表キャリア
現役10年間で3度日本代表に選出され、2017年第28回BFAアジア選手権に出場した。アジア選手権では準決勝で6番、3位決定戦では3番を任され、銅メダル獲得に貢献した。さらに、ワールドベースボールチャレンジ、アジアウインターリーグに出場し、アジア競技大会には選出されたが辞退している。

## 出場大会成績
2008年の選抜高等学校野球大会でベスト8、同年の明治神宮野球大会で準優勝を果たした。2009年には選抜高等学校野球大会に出場（1回戦敗退）、全国高等学校野球選手権大会では2回戦まで進出した。
2014年の都市対抗野球大会2回戦進出、日本選手権ベスト4を記録。2015年には都市対抗野球大会と日本選手権の2大会で優勝を果たした。その後も都市対抗、日本選手権で複数回の上位進出を果たし、2023年の社会人野球日本選手権ではベスト4となった。
また、2018年、2021年、2022年の都市対抗野球大会に補強選手として出場し、2018年は準優勝の成績を収めた。

## 引退後のキャリア
2024年、日本生命硬式野球部を退部し、同年に現役を引退。引退後は、2025年4月12日に大阪府岸和田市に「パーソナルジムeviGym岸和田店」を開業した